# Becky Lavelle
Becky Lavelle (nome de batismo: Gibbs; Minnetonka, 5 de dezembro de 1974) é uma ex-triatleta norte-americana que conquistou a medalha de bronze nos Jogos Pan-Americanos de 2003.

## Biografia
Nascida em Minnetonka, Lavelle começou a nadar aos nove anos e seguiu no esporte até o ensino médio. Após concluir a universidade, decidiu competir em outra modalidade e iniciou sua trajetória no triatlo em 1998. Conquistou resultados suficientes para se classificar para os Jogos Olímpicos de 2000, 2004 e 2008, mas lesões a impediram de participar das duas primeiras edições. Sua estreia olímpica aconteceu em Pequim, onde integrou a equipe norte-americana como suplente. Seguiu obtendo pódios em competições continentais. Em 2003, conquistou medalhas de bronze nos Jogos Pan-Americanos e no Campeonato Norte-Americano. Dois anos depois, sagrou-se campeã nacional. Em 2006 e 2007, venceu o Vineman Ironman 70.3 e o Campeonato Nacional de Longa Distância, respectivamente. Em 2008, ficou em terceiro lugar no Ironman 70.3.
Em 2007, a irmã gêmea de Becky, Jenny, faleceu. Segundo o marido, ela e seu filho recém-nascido, Graham, foram encontrados mortos a tiros em casa. Um ano depois, Becky, junto com seus pais e irmão, fundou a Jenny's Light, uma organização dedicada a arrecadar fundos e conscientizar sobre a depressão pós-parto.